# Acanthagrion obsoletum
Acanthagrion obsoletum är en trollsländeart som först beskrevs av W. Foerster 1914.  Acanthagrion obsoletum ingår i släktet Acanthagrion och familjen dammflicksländor. Inga underarter finns listade i Catalogue of Life.